# Sila Srikampang
Sila Srikampang (tiếng Thái: ศิลา ศรีกำปัง, sinh ngày 18 tháng 4 năm 1989), là một cầu thủ bóng đá người Thái Lan thi đấu ở vị trí hậu vệ phải cho câu lạc bộ Giải bóng đá Ngoại hạng Thái Lan Kanchanaburi Power và đội tuyển quốc gia Thái Lan.

## Đời sống cá nhân
Anh trai của Sila, Adisak Srikampang, cũng là một cầu thủ bóng đá và thi đấu ở vị trí tiền đạo.

## Sự nghiệp quốc tế
Vào tháng 6 năm 2015, Sila ra mắt cho Thái Lan trong trận giao hữu trước Bahrain.

### Quốc tế
Tính đến 12 tháng 11 năm 2015
| Đội tuyển quốc gia | Năm  | Số trận | Bàn thắng |
| ------------------ | ---- | ------- | --------- |
| Thái Lan           | 2015 | 1       | 0         |
| Thái Lan           | Tổng | 1       | 0         |